# Winkl (Gemeinde Fuschl)
Winkl ist eine Rotte in der Gemeinde Fuschl am See im Nordosten des österreichischen Bundeslandes Salzburg.
Die Rotte befindet sich nördlich von Fuschl und nördlich der Rotte Seewinkl beim nordöstlichen „Winkel“ des Fuschlsees. Westlich an Winkl vorbei verläuft die L227, die in Fuschl von der Wolfgangsee Straße abzweigt und nach Thalgau führt.